# Gasthaus zum Ritter St. Jürgen

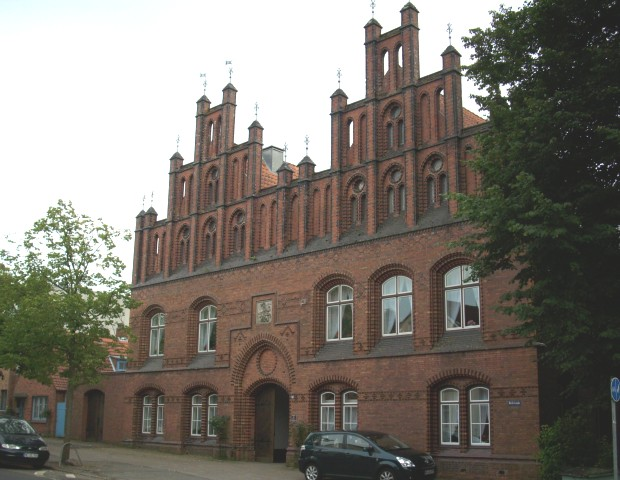
Straßenfront des Gasthauses St. Jürgen von 1879

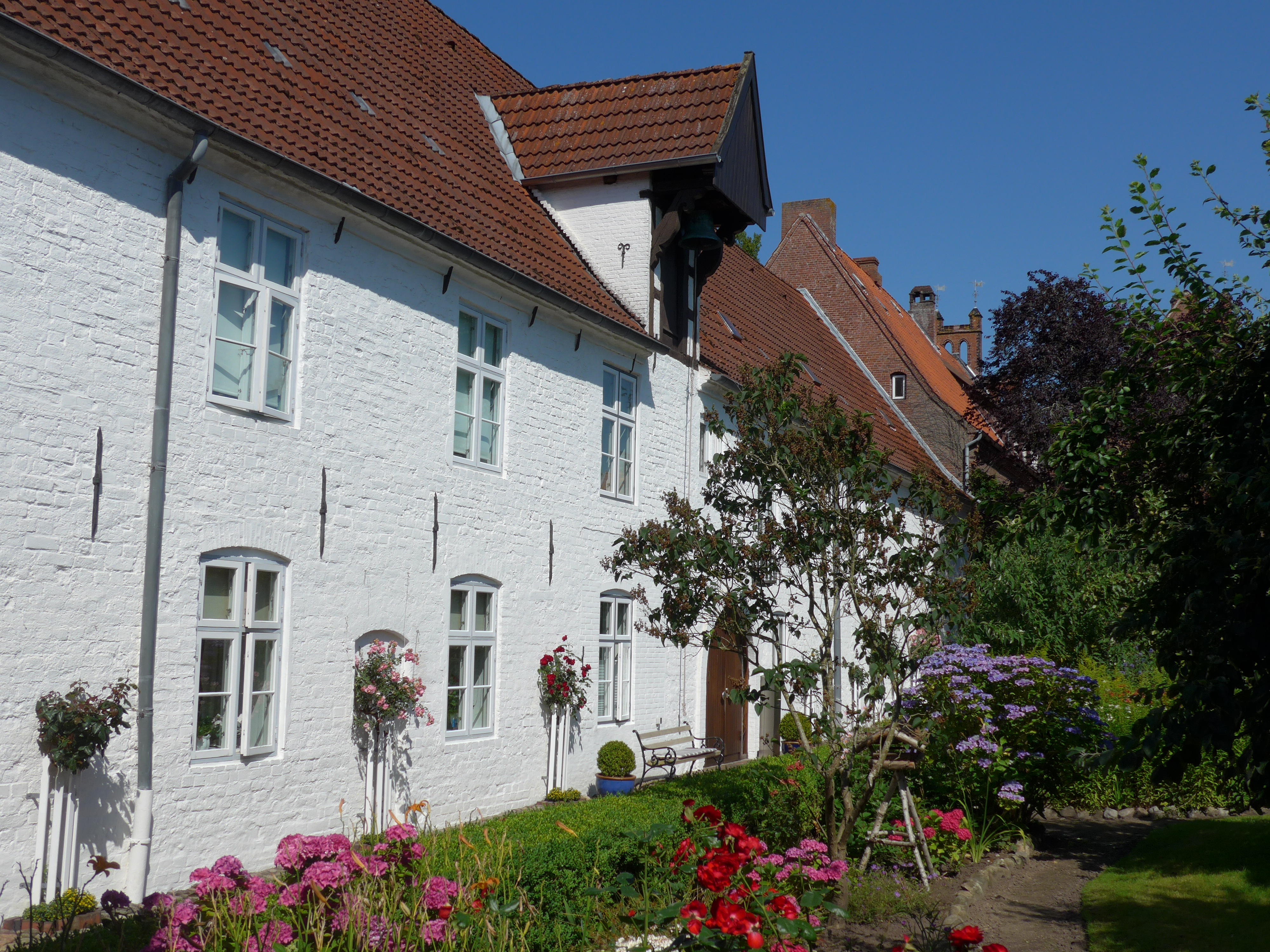
Gasthaus St. Jürgen, Gartentrakt.

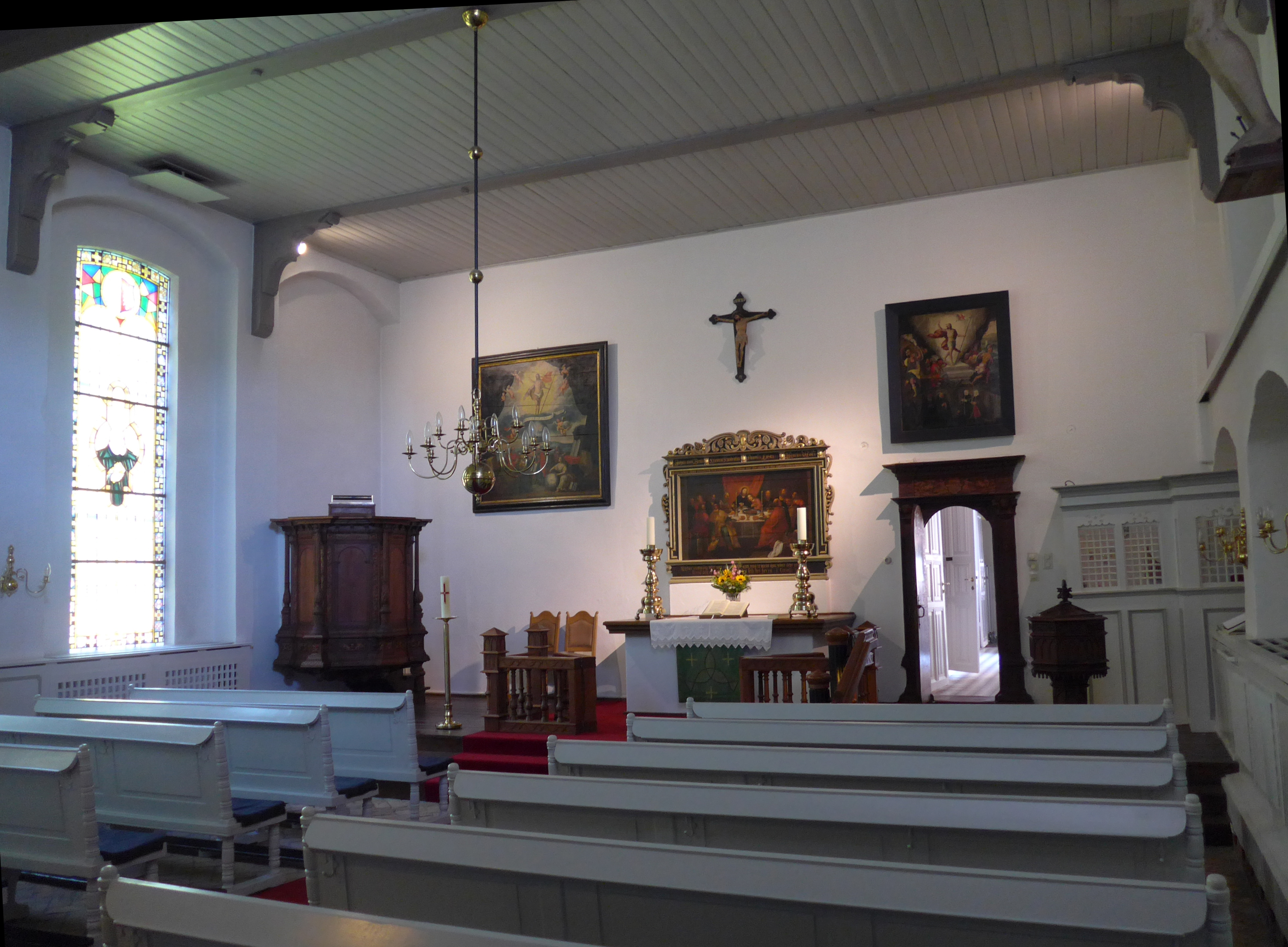
Kapelle im Gasthaus St. Jürgen. Innenansicht.

Das Gasthaus zum Ritter St. Jürgen, heute ein Altersheim mit Predigtsaal am östlichen Rand der Husumer Altstadt (Osterende 18), besitzt eine bis ins Mittelalter zurückreichende Baugeschichte und Tradition der Fürsorge.

## Geschichte
Im 15. Jahrhundert wurde die dem Heiligen Georg geweihte Einrichtung, zu der auch eine Kirche und ein Friedhof nebst Wohnhäusern und Landbesitz gehörten, als ein Spital erwähnt, das Alten, Gebrechlichen und Geistlichen vorbehalten war.
Seit 1525 unterstützte der Landesherr Friedrich I. die Verbreitung der lutherischen Lehre. Nachdem Husum 1527 evangelisch geworden war, wurde 1528 in St. Jürgen die erste evangelische Predigt gehalten. Herzog Adolf veranlasste 1571–1574 einen größeren Neubau. Hier wurden die Armen des Gasthauses wieder aufgenommen, die zuvor vier Jahrzehnte lang im  verlassenen Franziskanerkloster untergebracht waren, das dem geplanten Schlossbau weichen sollte. Auch die Bezeichnung Kloster haftet seitdem am Gasthaus.
Bis ins 19. Jahrhundert blieb es der wichtigste Träger der Armenfürsorge in Husum. Die Zeit brachte manche baulichen Veränderungen mit sich. 1666 wurde die baufällige Straßenfassade erneuert. Eine Zeichnung von 1861 gibt seine Gestalt wieder: eine kuriose Mischung von gotischen (Staffelgiebel) und barocken (Rustika-Erdgeschoss, Säulenstellungen) Elementen.
Trotz mehrerer Umbauten muss die Anlage um 1800 recht baufällig gewesen sein. 1871 wohnten hier noch 26 Pfründner. Zwischen dem Abbruch der gotischen Marienkirche 1807 und der Weihe des klassizistischen Neubaus 1833 fanden die Gottesdienste der Husumer Gemeinde in St. Jürgen statt, woran Storm in seiner Erzählung erinnert. 1879 wurde der an der Straße gelegene, 1666 erbaute Flügel, ebenfalls eine ansehnlich gestaltete Doppelgiebelfassade, durch den Kieler Architekten A. Schweizer von Grund auf neu errichtet und der Predigtsaal stark restauriert. Auch heute (Stand: 2019) dienen die Gebäude als Seniorenheim. Seine Rechtsform ist eine Stiftung Öffentlichen Rechts, die wesentliche Einkünfte immer noch, wie schon im Mittelalter, aus ihrem Landbesitz bezieht. Sie wird von vier ehrenamtlich tätigen „Klostervorstehern“ mit jeweils achtjähriger Amtszeit verwaltet.

## Architektur
Das Vordergebäude von 1879 mit seinen zwei Geschossen, der mittigen Durchfahrt und den beiden mit Fialen besetzten Stufengiebeln wurde in Anlehnung an die beiden Giebel der Vorgängerbauten, aber im Stil der märkischen Backsteingotik errichtet. Es setzt sich dahinter rechts mit einem langen, zweigeschossigen Gebäudeteil zwischen dem Friedhof und einem Ziergarten fort. Hier befindet sich auch der Predigtsaal, dessen älteste Teile noch zum Ursprungsbau vom 1563–65 gehören.

## Ausstattung der Kirche
- Altargemälde, Abendmahl, 1641, von Dietrich Witt, in zeitgleichem Knorpelwerkrahmen.
- Altarkreuz mit einem Korpus aus dem 15./16. Jahrhundert,
- Triumphkreuz, romanischer Typus (Dreinagelkruzifix, Bartform, geschlossene Augen), wohl später (spätgotisch ?) überarbeitet (Faltenstil des Lendentuchs),
- Kanzel, um 1565, Werk des Jan van Groningen, einem in Husum tätigen, anscheinend aus den Niederlanden stammenden Schnitzer,
- Gemälde: Auferstehung Chrisi, mit Stifterfiguren, um 1590, nach einem Kupferstich des Niederländers Cornelis Cort,
- Gemälde: Allegorie des Christentums, 1732. Petrus[9] und Paulus verkünden das Christentum den Völkern der Erde. Darüber schwebt auf einer Kugel, in der sich das Jüngste Gericht spiegelt, Christus als Weltenherrscher mit Spruchband: Mir ist gegeben alle Gewalt im Himmel und auf Erden.
- Gemälde: Bildnis des Pastors Simon Rechelius, 1689, in schwerem Schweifwerkrahmen der Zeit.
- Glasgemälde: Fenster mit neu montierten Fensterbierscheiben mit Namen ab 1646.- Glasmalerei mit Bildnis des Herzogs Adolf, 19. Jahrhundert.
- Glocken: Die Franziskusglocke, 1507 von Arnold van Wou für das Franziskanerkloster gegossen und mit dessen späteren Insassen 1571 in das Gasthaus umgezogen, hängt seit 1959 über dem Eingang des Gartentraktes, die Melcher-Grapengeter-Glocke befindet sich im Husumer Museum Nissenhaus.[10]

## Kirchhof
Der sicher seit dem 16. Jahrhundert belegte Friedhof westlich des Gasthauses wurde 1859 und erneut 1937 durch den Gartenarchitekten Henry Maaß zu einer Grünfläche mit Linden-Alleekreuz umgestaltet. Die 55 Grabmale stammen aus dem 18. und 19. Jahrhundert, darunter vor allem die Gewölbegruft der Familien Woldsen und Storm (1807). Sie ist abgedeckt von vier älteren Grabplatten, die aus der damals abgerissenen Marienkirche übernommen wurden. In der Gruft sind der Husumer Dichter Theodor Storm († 1888) und seine beiden Ehefrauen begraben.
Am südwestlichen Rand des Kirchhofs sind die oberirdischen Eingangsbauwerke und Entlüftungsschächte eines noch bestehenden Tiefbunkers aus dem Zweiten Weltkrieg erhalten.

## Storm
Der Husumer Dichter Theodor Storm hatte eine besondere Beziehung zu St. Jürgen. Hans Storm, einer der vier Vorsteher im 18. Jahrhundert war sein Vorfahr, auf dem Friedhof wurde seine Familie beigesetzt und im Gasthaus spielt auch die Rahmenhandlung seiner 1867 abgeschlossenen Novelle In St. Jürgen. Darin beschreibt er anschaulich die Örtlichkeit: Mit der einen Seite streckt es [das Gasthaus] sich an dem St.-Jürgens-Kirchhof entlang, unter dessen mächtigen Linden schon die ersten Reformatoren gepredigt haben; die andere liegt nach dem inneren Hofe und einem angrenzenden schmalen Gärtchen, aus dem in meiner Jugendzeit die Pfündnerinnen sich ihr Sträußchen zum sonntäglichen Gottesdienste pflückten. Unter zwei schweren gotischen Giebeln führt ein dunkler Torweg von der Straße her in diesen Hof, von welchem aus man durch eine Reihe von Türen in das Innere des Hauses, zu der geräumigen Kapelle und zu den Zellen der Stiftsleute gelangt.